# Kroningsmedaille van Edward VII
De Kroningsmedaille van Edward VII (Engels: King Edward VII Coronation Medal) werd in 1902 ingesteld ter herinnering aan de kroning van Eduard VII van het Verenigd Koninkrijk op 26 juni 1902.
Dit was de eerste Brits kroningsmedaille, bij de kroning van koningin Victoria in 1837 werd nog geen kroningsmedaille uitgereikt, dat gebruik ontstond in de loop van de 19e eeuw en jubileummedailles waren in het Verenigd Koninkrijk vanaf 1887 traditie. De medaille werd in zilver uitgereikt aan de koninklijke familie, hoge gasten, leden van de regering en de hofhouding. Voor de officieren die verantwoordelijk waren voor de parade werden zilveren medailles ter beschikking gesteld. Voor een aantal onderofficieren waren er bronzen medailles. Al deze medailles zijn met een door een keizerskroon bevestigde ring aan het lint gehangen.
Afgezien van de achterzijde van de in Hong Kong uitgereikte medaille zijn de zilveren en bronzen medailles gelijk van ontwerp.
Ook in de koloniën en overzeese gebiedsdelen werd een niet nader bekend aantal medailles uitgereikt. 138 bronzen en 8 zilveren medailles werden aan Australiërs uitgereikt.
De door Emil Fuchs ontworpen. ronde zilveren medaille is 42 millimeter hoog (plus kroon en oog) en 30 millimeter breed. Op de voorzijde zijn Koning Edward VII en Koningin Alexandra afgebeeld met het rondschrift EDWARD • VII R • I • ALEXANDRA • R •. Op de keerzijde staat de oorspronkelijk voorziene datum "26 JULY 1902" onder het gekroonde koninklijke monogram. omdat de koning een spoedoperatie aan zijn blindedarm moest ondergaan werd de kroning op het laatste moment uitgesteld tot 9 augustus 1902.

## De drie verschillende linten
Voor de militairen was een blauw-rood-blauw lint met smalle witte bies voorgeschreven. De gedecoreerde politie-agenten en burgers droegen de medaille aan een afwijkend lint. 
- Het militaire lint is blauw met een brede rode middenstreep en smalle witte biesen.
- Het civiele lint is blauw met een smalle witte middenstreep en rode biesen.
- Het politielint is rood met een smalle blauwe middenstreep.

In Hong Kong werden afwijkende medailles uitgereikt. Daar werd op de keerzijde een jonk en een Europees schip, twee mannen die elkaars hand schudden en de tekst HONG KONG en SIR HENRY A. BLAKE. G.C.M.G. GOVERNOR TO COMMEMORATE THE CORONATION OF THEIR MAJESTIES THE KING AND QUEEN. De door Edmonds & Son of London geslagen medaille werd aan het militaire lint gedragen en is zeldzaam.